# غراهام كولفيلد
غراهام كولفيلد (بالإنجليزية: Graham Caulfield)‏ هو لاعب كرة قدم بريطاني، ولد في 1943 في ليدز في المملكة المتحدة. لعب مع برادفورد سيتي ونادي يورك سيتي.